# Notturno op. 48 n. 1 (Chopin)
Il Notturno op. 48 n. 1 in Do minore è una composizione per pianoforte di Fryderyk Chopin scritta nel 1841.

## Storia
Una leggenda narra che Chopin compose questo Notturno nell'Abbazia di Saint-Germain-des-Prés a Parigi dove aveva trovato riparo a causa di un forte temporale. La motivazione della credenza sta nella particolarità di questo Notturno, soprattutto per  l'aspetto di corale della parte centrale e per il notevole e possente crescendo cromatico che culmina con un chiaro accordo di Do maggiore suonato in fortissimo. Ma tutto questo è per l'appunto solo una leggenda; in verità il Notturno fu composto da Chopin nel 1841 nella sua abitazione al n. 5 di rue Tronchet a Parigi prima della sua partenza per Nohant nel mese di giugno. Chopin spedì il Notturno in Do minore, insieme a quello in Fa diesis minore, terminato nel mese di ottobre, all'amico Julian Fontana, a Parigi, affinché li copiasse e li inviasse ai suoi editori. Moritz Schlesinger li stampò subito a novembre, mentre a Lipsia e a Londra uscirono l'anno seguente.

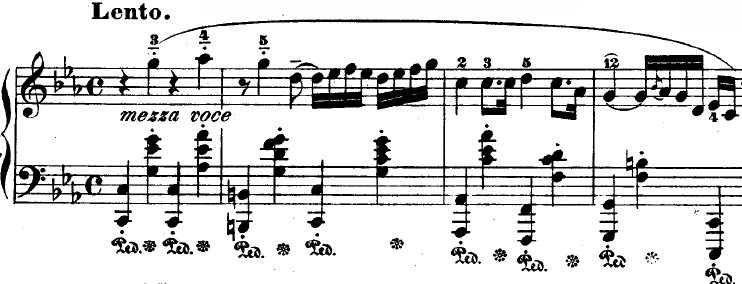
Battute iniziale del Notturno in Do minore

## Analisi
Con i Notturni op. 48 Chopin raggiunse uno dei vertici della sua capacità compositiva; mai come in questi lavori l'espressività è racchiusa in ogni singola nota, ogni pausa o modalità di esecuzione.
Il Notturno in Do minore si apre con un Lento dall'atmosfera tranquilla e velata di tristezza; la melodia iniziale si presenta a mezza voce come un canto di profonda ispirazione e pathos L'aspetto più propriamente lirico, tipico dei Notturni, si ferma però alla prima parte; la seconda sezione assume un'intensità più drammatica, inizialmente con un Poco più lento dove la scrittura prende l'aspetto di un corale, intenso e contemplativo, il cui tema è accompagnato da accordi arpeggiati; la scrittura del corale è così pregnante che appare come un inno suonato non da un pianoforte, ma da un organo. La musica, con delle doppie ottave, cresce quindi in vigore e intensità come si palesassero "improvvisi colpi di vento" Assume quindi toni quasi sinfonici e, con una forza inusuale nelle opere del musicista, e soprattutto in un Notturno, giunge a un luminoso accordo di Do maggiore. La Ripresa, dopo la drammaticità e l'intensità della sezione centrale, non poteva riallacciarsi alla parte iniziale con la sua melodia tranquilla e malinconica; il passaggio avrebbe richiesto una sequenza troppo lunga ed elaborata. Chopin risolve il problema trasformando il tema iniziale facendolo diventare più veloce e concitato, modificandolo anche strutturalmente con tre fasce esecutive.
Il Notturno in Do minore è una delle composizioni più drammatiche scritte da Chopin ed è anche uno dei Notturni più conosciuti. Il brano pone grandi difficoltà di esecuzione, sia per le numerose ornamentazioni della prima parte sia per la giusta valenza da dare agli accordi nel Corale sia ancora per la particolarità della Ripresa che contrappone un ritmo ternario a quello binario della parte superiore.